# Firdaus Kabírov

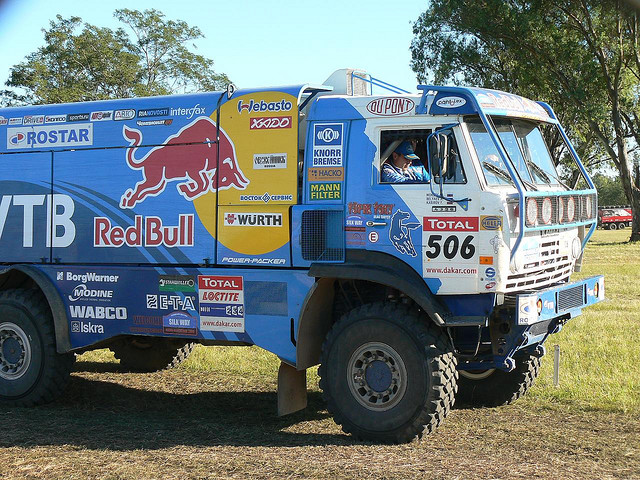
Firdaus Kabírov, Dakar 2009

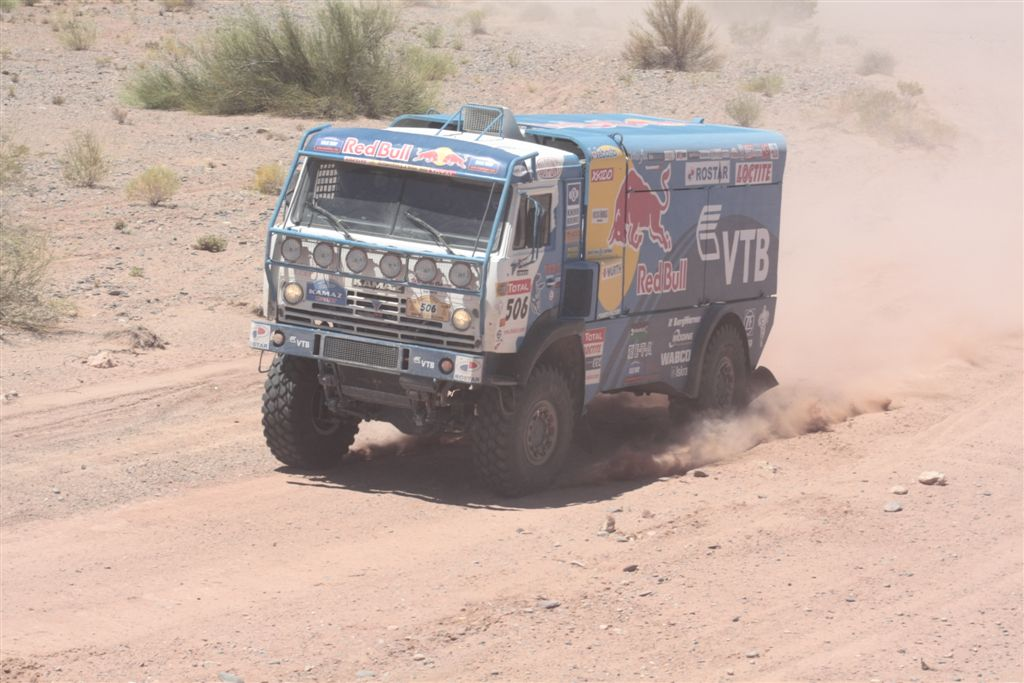
Firdaus Kabírov, Dakar 2011

Firdaus Zaripóvich Kabírov (en ruso: Фирдаус Зарипович Кабиров; Náberezhnye Chelny, 19 de mayo de 1961), expiloto de rally ruso, y dos veces vencedor del Rally Dakar en la categoría de camiones, al volante de un Kamaz.

## Trayectoria
Firdaus Kabírov comenzó su carrera deportiva en los años ochenta, cuando participó en el campeonato nacional de rally, cuando entonces eran grandes competiciones de toda la Unión Soviética.
Desde 1987 trabajó en el departamento de desarrollo e introducción de nuevos diseños de Camiones KAMAZ en el departamento de equipo especializado vinculado a la creación de los coches deportivos. Kabirov participó activamente en la preparación de vehículos para rally internacional.
Desde 1992 tomó el asiento de piloto en un camión KamAZ y mostró buenos resultados. En 1997 ganó la Copa del Mundo de Rally-raid. En 2000, en una carrera difícil, logró el tercer lugar en el Rally París-Dakar-El Cairo. A finales de año marcó su victoria en el rally "Desert Challenge 2000" en los Emiratos Árabes Unidos. 
Por primera vez en el año 2001, el equipo de "Kamaz-Master" participó en la Copa del Mundo de Rally-Raid. Ese mismo año venció el rally "Por Las Pampas Argentina 2001" en la categoría de camiones.

## Resultados

### Rally Dakar
| Año                           | Categoría                   | Vehículo                    | Posición                    | Etapas                      |
| Participaciones como piloto   | Participaciones como piloto | Participaciones como piloto | Participaciones como piloto | Participaciones como piloto |
| ----------------------------- | --------------------------- | --------------------------- | --------------------------- | --------------------------- |
| 1999                          | Camiones                    | KamAZ 49252                 | 7.º                         | 5                           |
| 2000                          | Camiones                    | KamAZ 49252                 | 3.º                         | 4                           |
| 2001                          | Camiones                    | KamAZ 49252                 | Ret.                        | 1                           |
| 2003                          | Camiones                    | KamAZ 4911                  | 3.º                         | 5                           |
| 2004                          | Camiones                    | KamAZ 4911                  | 2.º                         | 6                           |
| 2005                          | Camiones                    | KamAZ 4911                  | 1.º                         | 2                           |
| 2006                          | Camiones                    | KamAZ 4911                  | 3.º                         | 2                           |
| 2007                          | Camiones                    | KamAZ 4911                  | Ret.                        | -                           |
| 2009                          | Camiones                    | KamAZ 4326 VK               | 1.º                         | 4                           |
| 2010                          | Camiones                    | KamAZ 4326 VK               | 2.º                         | 4                           |
| 2011                          | Camiones                    | KamAZ 4326 VK               | 2.º                         | 4                           |
| Participaciones como copiloto |                             |                             |                             |                             |
| 1991                          | Camiones                    | KamAZ 431010C               | 2.º                         | -                           |
| 1992                          | Camiones                    | KamAZ 431010C               | 12.º                        | -                           |
| Fuente:                       |                             |                             |                             |                             |

### Otros resultados
- 1997: Rally Optic 2000;
- 1997: Rally Master;
- 2000: Abu Dhabi Desert Challenge;
- 2001: Rally Por las Pampas de Argentina;
- 2003: Rally estepa Khazar;
- 2009: Rally Ruta de la Seda (Rusia - Kazajistán - Turkmenistán);
- 2000: 2º en el rally de sesiones de Italia;
- 2004: 2º en Abu Dhabi Desert Challenge.